# Crambophilia majorcula
Crambophilia majorcula är en fjärilsart som beskrevs av Dyar 1914. Crambophilia majorcula ingår i släktet Crambophilia och familjen nattflyn. Inga underarter finns listade i Catalogue of Life.